# Kouty, Nymburk
Kouty là một làng thuộc huyện Nymburk, vùng Středočeský, Cộng hòa Séc.